# Karl Ewald von Stünzner
Karl Ewald Stünzner, seit 1874 von Stünzner (* 20. November 1807 in Lübben (Spreewald); † 9. Dezember 1891 in Frankfurt (Oder)) war ein preußischer Verwaltungsjurist, Landrat und 1. Präsident der Oberrechnungskammer Preußens und ab 1871 vom Deutschen Reich.

## Leben
Stünzner erhielt eine juristische Ausbildung. Von 1833 bis 1835 wirkte er in interimistisch als Landrat im Kreis Cüstrin und 1836/37 interimistisch als Landrat im Kreis Züllichau-Schwiebus.
Er war zudem Mitglied der Ersten Kammer des preußischen Landtages.

## Familie
Er heiratete 1838 in Frankfurt an der Oder Julie Karbe (1809–1847). Aus der Ehe ging der Sohn Karl von Stünzner (1839–1914) hervor.
In zweiter Ehe heiratete der Witwer 1849 in Sieversdorf Marie Karbe (1821–1874).

## Auszeichnungen
Am 18. Februar 1874 wurde Stünzner in den preußischen Adelsstand erhoben. Am 12. September 1890 wurde er anlässlich des 60. Dienstjubiläums zum Ehrenbürger von Potsdam ernannt.